# Saquana
Saquana è una frazione del comune di Cartosio, in provincia di Alessandria.

## Geografia fisica
La frazione di Saquana dista circa 2 km dal capoluogo comunale e sorge a 260 m s.l.m., tra i rii Taravorno e della Madonna, sul tracciato dell'antica mulattiera che un tempo conduceva al mare. La Frazione, costituita da un borgo di 30 abitazioni, è raggiungibile percorrendo il sentiero Cai n. 570 (http://provincia.alessandria.it/sentieri/index.php?whattodo=sentieri&file=galleria&id_sentiero=217). Si trova lungo la Strada Provinciale 212 che collega Cartosio a Ponzone, a pochi minuti dal Santuario di Nostra Signora della Pieve di Ponzone(https://fondoambiente.it/luoghi/santuario-nostra-signora-della-pieve?ldc ).

## Storia
L'etimologia di Saquana deriverebbe dalla parola acqua, tesi suffragata dalla presenza di numerose falde acquifere e dei rii Taravorno e della Madonna, affluenti del torrente Erro. Il nome potrebbe essere collegato alla dea Celtica Sequana, legata ai culti delle fonti da cui prende il nome la Senna (nome latino: Sequana) di cui ne era la diretta personificazione
Negli anni trenta del Novecento la frazione era abitata da una sessantina di persone dedite all’agricoltura e all’allevamento, come dimostrano le antiche cascine in pietra con stalla e fienile. Fino agli anni 60 del Novecento era presente una scuola elementare con pluriclasse.

## Monumenti e luoghi d'interesse
La chiesa della frazione è intitolata ai santi Bernardo e Defendente, anche se è conosciuta per lo più come chiesa campestre di San Bernardo. La chiesa, attestata nei documenti a partire dal 1636, conserva all'interno la statua dell'abate francese Bernardo, oltre ad interessanti elementi pittorici, tra i quali un ex voto ed alcune volute a motivo vegetale, databili tra il XVII e il XVIII secolo.

## Società

### Tradizioni e folclore
Dal 2014 a Saquana, durante le festività natalizie, si svolge un presepe vivente contadino, verso il quale accorrono i visitatori con una fiaccolata che parte dalla località Ponte. I partecipanti, vestiti con vecchi abiti contadini,  accompagnati da un coro sfilano fino a raggiungere la capanna dove viene rappresentata la natività. 
Ogni sabato della settimana del 20 agosto, si tiene nella chiesa del borgo la festa religiosa in occasione dell'anniversario della morte di san Bernardo di Chiaravalle.